# 嶋津昭
嶋津 昭（しまづ あきら、1943年7月8日 - ）は、日本の自治官僚。

## 略歴
- 1943年7月8日 東京都生まれ。
- 1967年 東京大学法学部第2類（公法コース）卒業[1]。
- 1967年 自治省に入省。
- 1967年 静岡県総務部財政課[2]。
- 1976年 国土庁特別調整課専門調査官[2]。
- 1980年 静岡県総務部財政課長[2]。
- 1982年 自治省大臣官房総務課理事官[2]。
- 1982年 自治省財政局財政課理事官[2]。
- 1985年4月 奈良県総務部長[2][3]。
- 1987年10月 自治省財政局指導課調整室長[3]。
- 1994年2月 自治省大臣官房審議官（公営企業担当）[3]。
- 1994年7月 自治省大臣官房審議官（財政担当）。
- 1996年9月7日 自治省大臣官房総務審議官。
- 1998年1月 自治省大臣官房長。
- 1999年8月14日 自治省財政局長[4]。
- 2001年1月6日 総務事務次官。
- 2002年 全国知事会事務総長。
- 2014年 ラグビーワールドカップ2019組織委員会事務総長
- 2016年4月 大和大学政治経済学部特任教授（地方行財政）
- 2021年4月の春の叙勲で瑞宝大綬章受章[5][6]。